# Vogelbuurt (Vaassen)

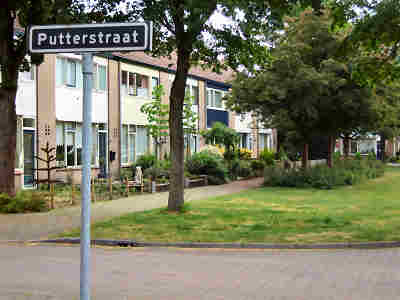
Vogelbuurt van Vaassen

De Vaassense Vogelbuurt is een wijk die in de jaren 50 van de twintigste eeuw is ontstaan. De wijk ligt aan de zuidrand van het dorp.
De wijk bestond aanvankelijk vooral uit rijtjeswoningen, met aan de rand enkele twee-onder-een-kap-woningen.
In 2006 is een aanvang gemaakt met de vernieuwing van de wijk. Medio 2007 worden de eerste appartementen opgeleverd.
Het buurthuis van de wijk is speeltuin en wijkvereniging De Kouwenaar.

## Straatnamen
- Eksterplein
- Fazantstraat
- Gaaistraat
- Kievitstraat
- Lijsterstraat
- Merelstraat
- Putterstraat
- Spechtstraat
- Sperwerstraat
- Vinkstraat
- Zwaluwstraat